# Hydropsyche reciproca
Hydropsyche reciproca là một loài Trichoptera trong họ Hydropsychidae. Chúng phân bố ở miền Tân bắc.